# Bryan Colula
Bryan Colula Alarcón (Xalapa-Enríquez, Veracruz, México; 6 de abril de 1996), es un futbolista mexicano. Juega como Lateral derecho y su actual equipo es Mazatlán Futbol Club de la Liga MX.

## Trayectoria
Debutó el 8 de enero de 2016 oficialmente con Venados FC frente a los Mineros de Zacatecas.
En el draft de la Liga Mx Apertura 2017, Bryan Colula fue transferido a los Rayos del Necaxa.

### Clubes
| Club                | País                | Año             | Partidos | Goles | Asist |
| ------------------- | ------------------- | --------------- | -------- | ----- | ----- |
| Club América        | México              | 2015            | 0        | 0     | 0     |
| Venados F. C.       | México              | 2016            | 33       | 0     | 0     |
| Necaxa              | México              | 2017 - 2018     | 13       | 1     | 0     |
| Alebrijes de Oaxaca | México              | 2018            | 2        | 0     | 0     |
| Venados F. C.       | México              | 2019            | 12       | 0     | 1     |
| C. A. Zacatepec     | México              | 2019            | 18       | 3     | 1     |
| Tijuana             | México              | 2020 - 2021     | 5        | 1     | 0     |
| América             | México              | 2021            | 3        | 0     | 0     |
| Mazatlán FC         | México              | 2021 -          | 114      | 6     | 2     |
| Total en su carrera | Total en su carrera | 2015 - Presente | 197      | 11    | 4     |

## Palmarés

### Campeonatos nacionales
| Título      | Club        | País   | Año  |
| ----------- | ----------- | ------ | ---- |
| Copa México | Club Necaxa | México | 2018 |

- Datos: Q22003695